# عرب عزه
عرب عزه (به عربی: عرب عزة) یک روستا در سوریه است که در ناحیه غندوره واقع شده‌است. عرب عزه ۴۱۷ نفر جمعیت دارد.